# 马克西姆·文格洛夫
马克西姆·亚历山德罗维奇·文格洛夫（俄語：Максим Александрович Венгеров，羅馬化：Maxim Alexandrovich Vengerov，IPA：[mɐkˈsʲim ɐlʲɪkˈsandrəvʲɪtɕ vʲɪnˈɡʲerəf]；1974年8月20日—），俄裔以色列籍小提琴家，中提琴家，指挥家。

## 早年
5岁时，文格洛夫开始向加利娜·图尔查尼诺娃（Galina Tourchaninova）学习小提琴，直至1981年止。1984年到1989年期间，他师从扎哈尔·布朗（Zakhar Bron）。

## 職業生涯
小提琴獨奏
1984年，文格洛夫參加了国际卡洛尔·利皮·斯基和亨利克·维尼亚夫斯基青年小提琴手比赛（International Karol Lipiński and Henryk Wieniawski Young Violin Player Competition），並获得第一名。1990年，他贏得了倫敦的弗莱什·卡罗伊国际小提琴比赛，演出與錄音的邀約接踵而至。
1997年，文格洛夫接受了聯合國教科文組織的親善大使任命，是該職史上第一位古典音樂界人士，並以大使身分前往烏干達、泰國、科索沃等地，為兒童進行演出。迄今，文格洛夫的足跡遍佈全球，主要則是在倫敦皇家音樂學院擔任訪問學者，餘外則致力於演奏、教學與評審活動。他曾陸續在多纳泰拉·弗里克指揮大賽、曼紐因小提琴大賽、维尼亚夫斯基国际小提琴比赛等重要賽事擔任評審團成員。
文格洛夫目前使用的是一把1727年的斯特拉迪瓦里小提琴。
指揮活動
除獨奏家身分外，文格洛夫也嘗試指揮。他在2010年擔任梅纽因節慶樂團的首席指揮，並開始與莫斯科大劇院的首席指揮尤里·西蒙諾夫學習指揮。2013年，文格洛夫在蒙特利尔国际小提琴比赛的決賽輪擔任樂團指揮工作。2014年6月，文格洛夫以「卓越文憑」的成績自伊波里托夫-伊凡诺夫音樂教育學院（Ippolitov-Ivanov State Musical Pedagogical Institute）畢業，之後則繼續了為期兩年的歌劇指揮課程。

## 獲獎與榮譽
文格洛夫曾獲得的獎項包括格萊美獎、愛迪遜獎，以及回声音乐古典奖的年度肯定。

## 作品節選

### 商業錄音
- 姆斯季斯拉夫·罗斯特罗波维奇. . 4509-92256-2 (CD) (Teldec Classics). 1994.
- 姆斯季斯拉夫·罗斯特罗波维奇. . 0630-13150-2 (CD) (Hamburg: Teldec Classics). 1997.

## 個人生活
文格洛夫是家中独子，文格洛夫的父亲亞歷山大（Aleksandr Vengerov），是新西伯利亚爱乐乐团的首席双簧管。母親拉瑞莎（Larisa Borisovna Vengerova）是一所孤兒院的經營者，此外也擔任一個兒童合唱隊的指導。
2011年11月，文格洛夫與藝術史學者歐爾加·葛林戈斯（Olga Gringolts）成婚，兩人育有二女。文格洛夫一家現居摩納哥。

## 軼事
- 90年代，文格洛夫與Teldec簽訂了兩張專輯的錄音合約，第一張專輯的曲目包括了帕格尼尼的第1號小提琴協奏曲，以及弗朗茨·沃克斯曼的《卡門幻想曲》，第二張專輯則是一系列的炫技曲目。年輕的文格洛夫對第二張專輯的曲目卻有不同想法，他希望錄製布拉姆斯和貝多芬小提琴奏鳴曲等較為嚴肅的作品。雖然這樣的安排對於年輕演奏家而言相對罕見，文格洛夫卻相當堅持。「如果我在二張專輯的曲目制定上沒有發言權，那我兩張專輯都不錄了！」最後，文格洛夫獲得了勝利，他對此表示：「我想成為一名優秀的音樂家，而不僅僅是一位琴匠。」[5]

## 外部連結
- 马克西姆·文格洛夫的Discogs页面（英文）